# Dálnice D18 (Slovensko)
Dálnice D18 byla plánovaná dálnice na Slovensku. Měla spojovat Žilinu se státní hranicí s Polskem. Zanikla v roce 1999 schválením nové koncepce výstavby dálnic a nahradila ji dálnice D3. Změnilo se také trasování cesty, protože byl definitivně zamítnut severní obchvat Žiliny. V roce 1998 se začal stavět krátký úsek dálnice D18 u Skalitého, nedaleko polské hranice, který je dnes součástí D3.